# 問屋町 (岡山市)
問屋町（といやちょう）は、岡山県岡山市北区にある地名、街の名称。

## 概要

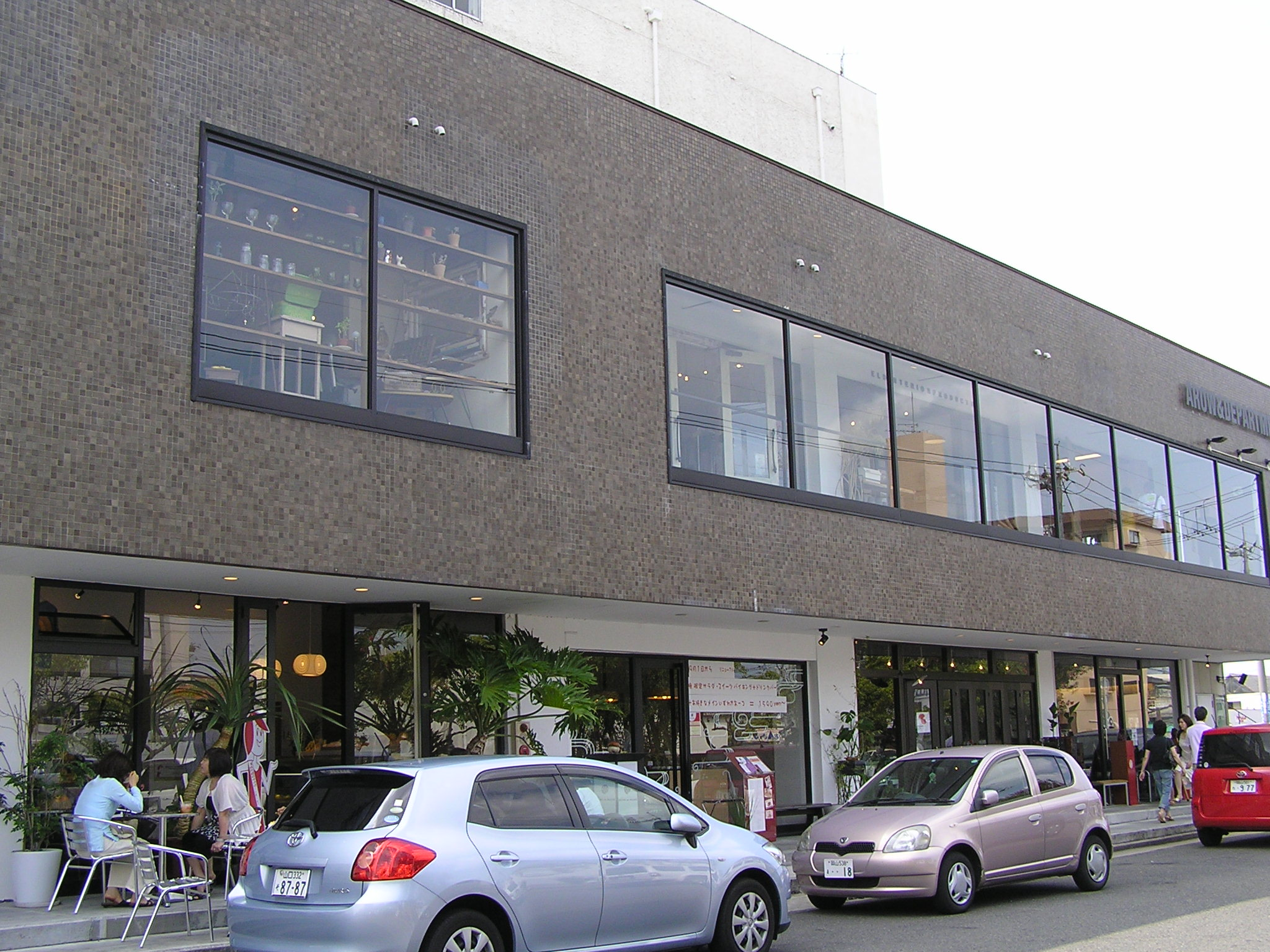
姿を変えた旧事務所ビル

問屋町は岡山市北区の南西部、JR北長瀬駅から南へ約800ｍに位置し、繊維問屋と飲食店や衣料・雑貨店が同居する街である。約13haの地区には約50の卸売業者のオフィスと若手経営者による60以上の小売店が入居し、倉庫などを改造した店舗は現在も増加傾向にある。一帯は新しい商業スポットとして注目され、地元タウン情報誌や観光ガイドブック等のマスメディアにも頻繁に取り上げられている。
飲食店はカフェ、カレー、イタリア料理、和食など現在約20店あるが、チェーン店は少なく、個性を生かした個人商店が多い。約40を占める衣料品・雑貨店の中には新規開業だけでなく、市中心部から移転してきた店もある。特徴として倉庫や事務所を目的に応じて改装し、建物の壁をショーウインドーに作り替えたり、店舗外にオープンカフェを設けた店舗などが軒を連ねている。また、卸センター加盟の業者が小売店に参入する動きもある。

### 現状と課題
テナント出店の呼び水となった要因に広い道路に駐車禁止の規制が少なく、市中心部の表町や岡山駅前に比べて割安な家賃などがある。しかし、最近では市中心部より半額位だった家賃は人気とともに上昇傾向で差はそれほどなくなり、自動車で訪れる買い物客の増加に伴い駐車マナーに対する苦情も増えている。また、自由な気風の問屋町の小売店には仲間意識はあるが、問題や課題に対応する連携組織がないため、卸センターの業者が新規出店の小売店を加えた新組織設立を検討している。
なお、店舗は問屋町テラス(旧オレンジホール)周辺から北地区に集中し、対照的に南地区は廃業した業者の建物が解体され分譲マンションや駐車場に姿を変えている。

### 小・中学校の学区
公立の小・中学校に通学する場合、学区は次のように指定されている。
| 区域 | 小学校   | 中学校     |
| ---- | -------- | ---------- |
| 全域 | 西小学校 | 御南中学校 |

## 協同組合岡山県卸センター
当組合は岡山県繊維製品卸商業組合が中心になって設立。卸センター完成後、繊維業者を中心に文具、雑貨、ゴム履物等の組合員76社が入居したが、現在は50社を切っている。共同施設として組合会館・展示場等の施設がある。 
- 名称：協同組合岡山県卸センター
- 所在地：〒700-0977　岡山市北区問屋町15番地101
- 設立：昭和39年1月28日
- 出資金：97,800千円
- 代表者：理事長　貝畑雅二
- 組合員数：49社

### 組合関連施設
- 組合会館：1階　ホールミニヨン、2階　事務局
- オレンジホール：ホール　　1,268㎡、駐車場　120台

## 沿革
問屋町はかつて岡山駅前の本町や表町横の中山下にあった繊維関係の卸売業者が今地区に用地を取得し、昭和43年に移転し｢岡山県卸センター｣として街開きした。当時、問屋町周辺は市内有数の穀倉地帯で、西部地区整備事業が本格化していたために町の周辺は砂利道が多かった。その後、昭和63年に区画整理が完了し一帯は近代的な街並みになっていったが、その間に大型店を中心に小売店が卸業者を通さずメーカー直接仕入れる流通形態に変化してゆき、個人商店などの取引先の減少により廃業・撤退する業者が増えたことで問屋町は衰退して行く。
この状況を打開するため、平成12年5月に卸センターが定款を変更。卸売業者以外の入居が可能となり、割安な家賃と駐車規制が少ないことで出店ラッシュにつながり、問屋町近くを南北に走る国道180号岡山西バイパスの開通と、周辺でマンションや住宅団地の開発が活発になり人口が増加したことなども後押しとなっている。
動きとして、周辺住民向けのファミリーセール（問屋の格安販売）を定期的に行い、年末の12月のいずれかの日曜日1回（第○週とかは決まっていない。2015年・2016年は土曜と日曜の2日間開催した。）には正月用品と飲食ブースと卸センターにある衣料品問屋の格安販売が合体した催し物もある。（森永製菓の営業所が卸センター内にあるので森永製菓の商品の格安販売もある）なお、周辺の再開発および施設の老朽化のため、2017年6月にオレンジホールが閉館となることから、2016年をもって終了となる。
その後オレンジホールは解体され、跡地には問屋町テラスが2018年10月6日にオープンした。。

## プロレス興行
オレンジホールでは毎年各プロレス団体が試合を開催していた。

## 交通アクセス
- 北長瀬駅南口より徒歩10分。
- 岡山駅東口・天満屋バスステーションより岡電バスの健康づくり財団病院行き（バス車体の行き先表示器は、問屋町入口・健康づくり財団）に乗車し、問屋町入口バス停～田中バス停の間の利用する店舗に近いバス停で降車、又は平田経由北長瀬駅行きに乗車し、西小学校前か問屋町の利用する店舗に近いバス停で降車
- 岡山駅方面にバスで行く場合は、問屋町テラス沿いの歩道上にある、問屋町という名前のバス停を利用するのが便利。